# Freedom Caucus
El Caucus de la Libertad (en inglés: Freedom Caucus) es un caucus formado por miembros republicanos conservadores de la Cámara de Representantes de los Estados Unidos. En general, se considera que es el bloque más conservador y de extrema derecha dentro de la Conferencia Republicana de la Cámara. El caucus fue formado en enero de 2015 por un grupo de conservadores y miembros del movimiento Tea Party, con el objetivo de impulsar el liderazgo republicano hacia la derecha. Su primer presidente, Jim Jordan, describió el caucus como un grupo de representantes conservadores "más pequeño, más cohesivo, más ágil y más activo".
El caucus está posicionado de derecha a extrema derecha del espectro político, con ciertos miembros que tienen creencias populistas de derecha,  como la oposición a la reforma migratoria. El grupo toma posiciones conservadoras de línea dura y favorece el conservadurismo social y el gobierno pequeño. El grupo buscó docenas de veces derogar la Ley del Cuidado de Salud a Bajo Precio. Establecido como una alternativa ultraconservadora al Comité de Estudio Republicano, el grupo enfatizó inicialmente su conservadurismo fiscal y preocupaciones sobre las reglas de la Cámara, favoreciendo los recortes presupuestarios y una descentralización del poder dentro de la Cámara de Representantes. Más tarde, el Freedom Caucus cambió su énfasis a la lealtad a Donald Trump y se convirtió en lo que Politico describió como "más populista y nacionalista, pero menos sujeto a principios políticos". El caucus incluye algunos miembros que se consideran libertarios. El caucus apoya a los candidatos a la Cámara a través de su Comité de acción política, House Freedom Fund.
En octubre de 2023 los integrantes del Freedom Caucus lograron destituir a Kevin McCarthy, siendo la primera vez en la historia en que el Presidente de la Cámara de Representantes de los Estados Unidos es destituido de su cargo.